# Shifnal
Shifnal est une ville située dans la partie occidentale de l'Angleterre, à proximité des collines du Shropshire et à peu de distance du Wrekin. Établie au confluent du ruisseau de Wesley Brook et de la rivière Worfe, elle dépend du  comté cérémonial du Shropshire, dans la région des Midlands de l'Ouest. En 2009, sa population atteignait 7094 habitants.
Désignée sous le nom de « Idsall » dans des chartes médiévales, la ville semble avoir été fondée aux alentours du VIIe siècle par les Anglo-Saxons. La partie la plus ancienne de la cité est le quartier situé autour de l'église Saint-Andrew, noyau primitif autour duquel s'est développée l'agglomération médiévale. Ravagée par un incendie le 7 juillet 1591, la ville ne conserve que peu de monuments antérieurs à cette date, parmi lesquels l'église Saint-Andrew et l'Idsall Old House, une élégante demeure à colombages, qui dresse sa façade sur Church Street. Des maisons à colombages reconstruites après le sinistre se dressent toujours le long de la place du marché (Market Place) et de Park Street.
Le chemin de fer est arrivé à Shifnal dans le courant des années 1840. La ville est desservie par une gare située sur la ligne Shrewsbury-Wolverhampton, et est située à peu de distance de l'autoroute M54.
La ville possède trois églises : l'église Saint-Andrew (anglicane), l'église de la Trinité (méthodiste) et l'église Sainte-Marie (catholique). Parmi les infrastructures culturelles et sportives, Shifnal compte une bibliothèque, un groupe scolaire et plusieurs équipements sportifs destinés à la pratique du football, du cricket, du bowling, du tennis et du golf.
La ville est jumelée avec la commune française de Machecoul, dans le département de la Loire-Atlantique.

## Sources
- (en) Cet article est partiellement ou en totalité issu de l’article de Wikipédia en anglais intitulé « Shifnal » (voir la liste des auteurs).